# 팔마스아르보레아
팔마스아르보레아(Palmas Arborea, 사르데냐어: Prammas)는 이탈리아 사르데냐 주 오리스타노도에 있는 코무네이다. 칼리아리에서 북서쪽으로 약 80 킬로미터 (50 mi) 떨어져 있고 오리스타노에서 남동쪽으로 약 6 킬로미터 (4 mi) 떨어져 있다. 2004년 12월 31일 기준으로 인구는 1,366명이고 면적은 39.3 제곱킬로미터 (15.2 mi2)이다.
팔마스아르보레아는 다음 지자체와 접해 있다: 알레스, 오리스타노, 파우 (오리스타노도), 산타 주스타, 빌라 베르데, 빌라우르바나.